# Stazione di Rokugōdote
La stazione di Rokugōdote (六郷土手駅?, Rokugōdote-eki) è una stazione ferroviaria di Tokyo. Si trova nel distretto di Ōta, ed è servita dalla linea Keikyū principale delle Ferrovie Keikyū. Si tratta della stazione più a sud di tutta l'area dei 23 quartieri speciali di Tokyo.

## Linee
Ferrovie Keikyū
● Linea Keikyū principale

## Struttura
La stazione è dotata di due marciapiedi laterali con due binari passanti su viadotto, collegati al mezzanino sottostante mediante scale fisse e ascensori.
| 1 | ■ Linea Keikyū principale | per Keikyū Kawasaki, Yokohama, Misakiguchi e Uraga |
| 2 | ■ Linea Keikyū principale | per Shinagawa, Sengakuji e linea Asakusa           |

## Stazioni adiacenti
| «                                 | Servizio                | »                       |
| Linea Keikyū principale           | Linea Keikyū principale | Linea Keikyū principale |
| --------------------------------- | ----------------------- | ----------------------- |
| Zōshiki                           | Locale                  | Keikyū Kawasaki         |
| Tutti gli altri treni non fermano |                         |                         |